# 환원 불가능한 복잡성
환원 불가능한 복잡성(還元不可能複雜性, Irreducible Complexity)은 생물학적 시스템이 너무 복잡하기 때문에 보다 단순한 시스템 또는 ‘덜 복잡한’ 조상에게서 자연 선택을 통하여 진화했다고 볼 수 없다는 주장이다. 주로  지적 설계의 지지자들이 자주 언급하는 주장이며 사이비과학으로 분류된다. 이 주장은 지적설계론의 핵심 주장이며, 아무런 과학적 근거가 없기에 일반적인 과학 공동체에서 거부되고 있다. 환원 불가능한 복잡성은 특정 복잡성 개념과 함께 지적 설계론의 양대 핵심 논제다. 하지만 환원불가능한 복잡성에서 드는 모든 예시는 전부 진화를 통해 형성 가능하며, 환원불가능한 복잡성을 가진 생명체의 기관은 단 하나도 없다.
‘환원 불가능한 복잡성’이라는 용어를 처음 사용한 자는 생화학 교수 마이클 비히로 그는 환원 불가능한 복잡계를 “기본적 기능을 하는 많은 구성 요소들이 상호작용하면서 어울려 구성되는 시스템으로 그 구성 요소들 중 어느 하나라도 제거되면 사실상 그 시스템의 기능이 모두 정지하게 된다”고 정의했다. 진화생물학자들은 그런 복잡계가 어떻게 진화될 수 있는지 논증했으며, 비히의 주장은 무식의 소치라고 일축한다. 2005년에 있었던 키츠밀러 대 도버 지역 학구 소송 당시 비히는 환원 불가능한 복잡성에 대해 증언했다. 법정은 “환원 불가능한 복잡성에 대한 비히 교수의 주장은 동료평가를 거친 연구논문들에 의해 반박되었으며, 과학계에서 광범위하게 거부되고 있다”고 결론내렸다.

## 정의
‘환원 불가능한 복잡성’이라는 용어를 만들어낸 마이클 비히는 해당 용어가 다음 상황에 적용된다고 정의했다.
기본적 기능을 하는 많은 구성 요소들이 상호작용하면서 어울려 구성되는 시스템으로, 그 구성 요소들 중 어느 하나라도 제거되면 사실상 그 시스템의 기능이 모두 정지하게 된다.
A single system which is composed of several interacting parts that contribute to the basic function, and where the removal of any one of the parts causes the system to effectively cease functioning.(Darwin's Black Box p39 in the 2006 edition)
지적설계론의 지지자들은 그러한 시스템 또는 장기의 상태에서 조금이라도 불완전하면 그것이 전혀 작동하지 못하거나 생명체에게 해로움(detriment)이 될 수 있다으며, 고로 자연선택의 과정에서 절대 살아남을 수 없다고 주장한다. 그들은 일부 복잡계나 장기가 진화로써 설명될 수 있음을 인정하지만, 동시에 환원 불가능할 정도로 복잡한 장기 및 생물학적 특성들은 현재의 진화 모델로 설명이 불가능하며, 고로 지적 설계자가 생명을 창조하였거나 또는 그 진화를 유도하였음이 틀림없다고 주장한다. 그런 이유로, 환원 불가능한 복잡성 개념에 대한 논쟁은 두 가지 쟁점을 갖는다. 환원 불가능한 복잡성인 자연에서 발견될 수 있는가, 그리고 만약 그것이 자연에 존재한다면 그것이 지니는 의의란 무엇인가.
비히의 또다른 정의는 다음과 같다.
환원 불가능하게 복잡한 진화적 경로는 하나 이상의 선택되지 않은 단계(즉 하나 이상의 필요하지만 선택되지 않은 돌연변이)를 포함한다. 환원 불가능한 복잡성의 정도는 이 경로에서 선택되지 않은 단계의 숫자이다.
An irreducibly complex evolutionary pathway is one that contains one or more unselected steps (that is, one or more necessary-but-unselected mutations). The degree of irreducible complexity is the number of unselected steps in the pathway.
지적설계론 옹호자 윌리엄 뎀스키는 다음과 같은 정의를 내놓았다.
주어진 기본적 기능을 수행하는 시스템이 일련의 맞물리거나 상호작용하거나 제멋대로 혼자 움직이지 않는 구성 요소들을 포함하고 있으며, 각각의 구성 요소가 고유하여 시스템의 기본적인 기능을 유지하는 데 필수적 역할을 할 때, 이 시스템은 환원 불가능하게 복잡하다고 한다. 일련의 필수적인 구성 요소들은 시스템의 환원 불가능한 핵심이라고 한다.
A system performing a given basic function is irreducibly complex if it includes a set of well-matched, mutually interacting, nonarbitrarily individuated parts such that each part in the set is indispensable to maintaining the system's basic, and therefore original, function. The set of these indispensable parts is known as the irreducible core of the system.
실제로 자연계에서 환원불가능한 복잡성이 발견되는 생명체는 단 하나도 존재하지 않는다.

## 그 예시 및 학계의 반박
비히 및 그 동조자들이 예시로 든 환원 불가능한 복잡계로는 다음과 같은 것들이 있다.

### 편모의 구조

박테리아 편모

마이클 비히가 환원 불가능한 복잡성의 한 예로 주장한 것은  원핵생물 편모의 구조로, 모터와 같이 돌아가는 구조 및 이동이라는 목적이 우연히 이루어질 수 없다는 애매한 주장을 했다. 편모는 박테리아의 운동기관으로 플라젤럼으로 구성된 섬유질이 회전하면서 추진운동을 도와준다.(진핵생물의 튜블린 편모 채찍운동과는 다르다.) 비히의 주장에 따르면 편모를 회전시키기 위한 기관은 박테리아 세포벽 안에 묻혀있는데 구성성분을 살펴볼 때 섬유질을 구성하는 대부분의 단백질과 상이하다. 그 구조와 작동원리는 공학적인 시스템인 모터와 상당히 유사하다. 비록 크기는 수 나노미터에 불과하지만 고정된 링인 고정자 속에서 회전자를 가진다. 비히가 주목한 것은 이 구조의 효율인데 분당 15000번 회전할 정도로 고에너지 효율을 가지는 것이다. 즉, 비히는 이 모터와 같은 기관은 다른 부분에 비해 비정상적으로 발전하였다고 결론내린다.

#### 학계의 반박
하지만 여러 진화생물학자들은 이 기관이 진화를 통해 충분히 생성될 수 있음을 밝혀냈다. 마이클 비히는 이 기관은 단순히 추진기관이라 생각했지만 실제로 여러 기능을 가지고 있었고 박테리아의 마지막 진화단계에서 이 기관을 추진하는 기능을 가지도록 진화했을 가능성을 찾아내었다.  또한 키츠밀러 대 도버 교육청 재판에서는 마이클 비히가 인용했던 논문의 저자가 나와서 마이클 비히의 주장은 옳지 않으며, 편모에 사용되는 양성자 채널, 막관통 단백질들, 인테그린 및 편모의 필루스 부분 모두가 각각 다른 역할을 하며 진화를 통해 이루어진 것이 명확함을 밝혀짐으로서, 편모는 환원 불가능한 복잡성을 가지지 않은 것이 판명되었다. 편모는 진화를 통해 형성된 것이라는 것을 밝혀짐으로써 환원불가능한 복잡성에 대한 그의 주장은 반증되었다. 또한, 편모 운동을 일으키는 메인 원동력인 이온전하차에 의한 ATP생성은 실제 일반적으로 관찰되는 이온채널의 조합에서 나온 것이며, 채널의 진화과정에 대해서 알려진 것은 매우 많다.[6] 또한, 그 이후 현재까지 밝혀진 바에 따르면, 이 편모의 구조의 형성 자체가 각 스텝마다 진화의 과정을 통해 이루어진 것이 밝혀진 상태이며, 각각의 단백질을 코딩하는 유전자의 수평 이동 과정까지 밝혀진 상태이며, 이러한 과학적 증거는 비히의 환원불가능한 복잡성을 반증한다.

### 혈액응고 연쇄반응
마이클 비히가 제시했던 다른 예는 혈액응고과정이다. 혈액이 응고되는 과정은 여러 단계로 구성되는데 일단 제일 처음 단계가 시작되면 다음단계가 진행되고, 그 다음단계는 전 단계에 의해 발동되는 도미노식의 진행이 발생한다. 즉, 개시단계로부터 최종단계인 혈액 응고까지 상당히 역학적인 과정을 거치게 된다. 마이클 비히는 각 단계에서 쓰이는 단백질은 체내에 존재하는 일반적인 단백질과 다르며 이러한 단계는 진화적 측면에서 설명될 수 없다고 주장했다.

#### 학계의 반박
그러나 캘리포니아 대학교의 러셀 F. 두리틀의 연구에 의해 체내의 단백질을 교묘하게 변형시켜 혈액응고체계에 도입된다는 것이 증명되어 이 예시 또한 반증 되었다. 혈액 응고과정에 필요한 혈소판의 단계적 진화에 대한 연구는 이미 진행되었으며, 복잡한 혈액 응고 체계 역시 진화에 의해 형성된 것이라는 점은 이미 밝혀진 사실이다. 예를 들면, 혈액 응고 관련 두 개의 서로 다른 중요한 유전자를 각각 knock-out 시킨 실험쥐를 교배하여 이중 knock-out을 유발하였더니 그 쥐는 오히려 정상적인 표현형을 나타내었다. 즉 혈액 응고 과정에서 몇 가지 유전자가 빠져도 정상적인 기능을 수행할 수 있다는 뜻이며, 따라서 이 결과는 지적 설계에 의한 '환원 불가능한 복잡성' 및 '시계공 논증'을 반증한다.

### 안구
지적설계 신봉자들은 때로 안구가 지나친 복잡성 때문에 진화될 수 없다는 주장을 했다.

#### 학계의 반박

안구의 진화 과정

하지만 이들의 주장과는 정반대로, 안구의 진화과정은 매우 상세하게 연구되어 있으며, 이미 오래전 검증이 끝난 부분이다.
이러한 안구의 진화과정은 가장 기본적인 빛을 받아들이는 부분(원생생물의 기관)으로부터 무척추동물의 홑눈과 겹눈, 척추동물의 눈의 형태도 다양한 형태의 진화과정이 이미 밝혀져 있다.

## 과학계의 반응
환원 불가능한 복잡성 개념이 입증하려고 하는 지적 설계설과 마찬가지로, 이 개념 자체 역시 전혀 과학적 근거가 없고, 제시한 모델들 중 단 하나도 실제 환원 불가능한 복잡성을 가진 생명체는 없기에, 당연하게도 과학계에서는 받아들여지지 않는다. 또한 지적설계를 주장하는 사람들은 전혀 연구활동을 하지도 않는 등, 신뢰할 수 없는 모습을 보여주기도 했다.

### ‘환원 불가능한’ 계의 환원 가능성
지적 설계 신봉자들이 주장하는 편모, 혈액 응고 과정 및 안구등은 전부 진화를 통해 각각의 부분들이 형성되는 연구가 이미 충분히 진행된 상태이다. 또한 각각의 기관에 사용되는 이온 채널등, 모든 하나의 "부품"으로 해석되는 것들은 각자의 기능을 갖고 있는 환원 가능한 형태이므로, 사실상 생물계에 환원불가능한 복잡성을 지닌 기관은 단 하나도 존재하지 않는다.
심지어는 마이클 비히가 주장하기 위해 사용한 쥐덫 역시도 가장 단순한 형태에서 시작해 복잡한 형태가 된 사례가 발견됨으로써, 실제적으로 환원불가능한 복잡성이라는 주장은 그 자체가 어불성설이 되는 것으로 밝혀졌다.

### 무지 논증 오류
지적설계론 지지자들은 자신들이 환원 불가능하게 복잡하다고 믿는 생물학적 구조에 대한 자연적 설명이 불충분하다고 말하면서, 그것을 지적 설계자의 덕분으로 돌린다. 하지만 지적설계론의 비판자들은 환원 불가능한 복잡성 자체가 ‘복잡성이 곧 설계의 증거’(complexity indicates design) 주장의 특이 케이스에 불과하다고 본다. 또한 그렇기 때문에 이 개념은 무지 논증 오류이며 틈새의 신 주장에 해당한다고 본다.
유진 스코트, 글렌 브랜치 등 지적설계론 비판자들은 지적설계론 지지자들의 주장 대부분이 무지 논증 오류를 범하고 있다고 주장한다. 비히 본인 역시 현재 과학이 ‘환원 불가능하게 복잡한’ 유기체의 진화를 설명하는 데 실패한다 하더라도, 그것이 곧 자동적으로 진화의 불가능성을 입증하는 것은 아니라고 인정했다.

### 거짓 딜레마 오류
환원 불가능한 복잡성은 진화론에 반대하기 위한 주장의 핵심 개념이다. 만약 정말로 환원 불가능한 복잡계가 발견된다면, 지적설계론이 그 존재를 설명하는 적절한 이론이 되어야 마땅하다. 하지만 이 논증은 현재의 진화론과 지적설계론이 생명의 기원을 설명하는 유이한 이론이라고 가정하고 전개한 논리기 때문에 거짓 딜레마 오류를 범하게 된다.

### 허수아비 때리기 오류
로렌스 A. 모란(Laurence A. Moran)은 비히가 애초에 설명하기 어렵게 선별된 예시에 반대자의 관심을 집중시킴으로써 허수아비 때리기를 하고 있다고 지적했다.

## 참고 자료
- Behe, Michael (1996). Darwin's Black Box. New York: The Free Press. ISBN 0-684-83493-6
- Denton, Michael (1986). 《Evolution: A Theory in Crisis》. Bethesda, Md: Adler & Adler. ISBN 0-917561-05-8.
- Macnab RM (2004). “Type III flagellar protein export and flagellar assembly”. 《Biochim Biophys Acta》 1694 (1-3): 207–17. doi:10.1016/j.bbamcr.2004.04.005. PMID 15546667.
- Ruben, J.A.; Jones, T.D.; Geist, N.R.; Hillenius, W.J. (1997년 11월 14일). “Lung Structure and Ventilation in Theropod Dinosaurs and Early Birds”. 《Science》 278 (5341): 1267–70. Bibcode:1997Sci...278.1267R. doi:10.1126/science.278.5341.1267.
- Sunderland, Luther D. (March 1976). Miraculous Design in Woodpeckers. Creation Research Society Quarterly.
- Testing Darwin Discover Magazine Vol. 26 No. 02 | February 2005